# Анк Марций
Анк Марций (на латински: Ancus Marcius) според преданието е четвъртият цар на Древен Рим. Управлява от 640 до 617 г. пр.н.е. Името му означава „служител на Марс“. Той е внук на Нума Помпилий, син на дъщеря му Помпилия.

## Управление
Според Тит Ливий първото дело на Анк Марций като цар било да заповяда на Pontifex Maximus (висшия жрец) да копира текстовете на Нума Помпилий за публичните религиозни церемонии. Тези текстове трябвало да бъдат изложени на видни места, та религиозните ритуали да не се пренебрегват от гражданите и да се извършват правилно.
Анк Марций довежда докрай оформянето на съсловието на плебеите. Води успешни войни срещу латините. Заселва голяма част от латинското население на хълма Авентин. Тит Ливий посочва, че войната била започната от латините, които очаквали Анк Марций да следва набожния стремеж за мир на дядо си Нума Помпилий. Латините първоначално нахлули в римските земи, а когато римските посланици поискали обезщетение за вредите, латините се отнесли с тях високомерно и отказали. На това държание Анк Марций отговорил с обявяване на война. Според Тит Ливий това обявяване на война от римляните е първото в историята, извършено чрез ритуалите на фециалите.
Анк Марций потегля от Рим с новосформирана армия и превзема с щурм латинския град Политориум (разположен в близост до град Ланувиум). Следвайки римските традиции от войната със сабините и Алба Лонга, жителите на превзетия град са заселени в Рим на хълм Авентин. Когато другите латински племена впоследствие заемат празния Политориум, Анк отново превзема града и го разрушава. След това още две латински селища са разграбени и разрушени Теленае (Tellenae) и Фицана (Ficana). По-късно военните действия се насочват към латинския град Медулия, който има силен гарнизон и е добре укрепен. След няколко сблъсъка извън рамките на града, накрая римляните излизат победители. Марций се завръща в Рим с голяма плячка. Още латини са доведени в града като жители и заселени в подножието на Авентин, край храма на Мурция, близо до хълма Палатин.
Анк Марций включва хълма Яникул в територията на града, укрепва го със стена и свързва частите му с дървен мост (Pons sublicius) през река Тибър. Строи първия римски затвор – Мамертинската тъмница.
Анк Марций разширява римската територия до морето, основавайки пристанищния град Остия Антика, създава солници около пристанището и превзема от Вейи крайбрежните гори на север от Тибър. За да отбележи териториалните си успехи, Анк Марций разширява храма на Юпитер Феретрий.
Според реконструкцията на Fasti Triumphales (наричани също Acta Triumphalia – фрагменти от изписани каменни плочки, издигнати на римския форум по времето на първия император Октавиан Август, около 12 г. пр.н.е.) Анк Марций празнува поне един триумф заради военните си успехи.
Анк Марций е наследен от Луций Тарквиний Приск, който е убит от синовете на Марций.